# 今城青坂稲実池上神社 (神川町関口)

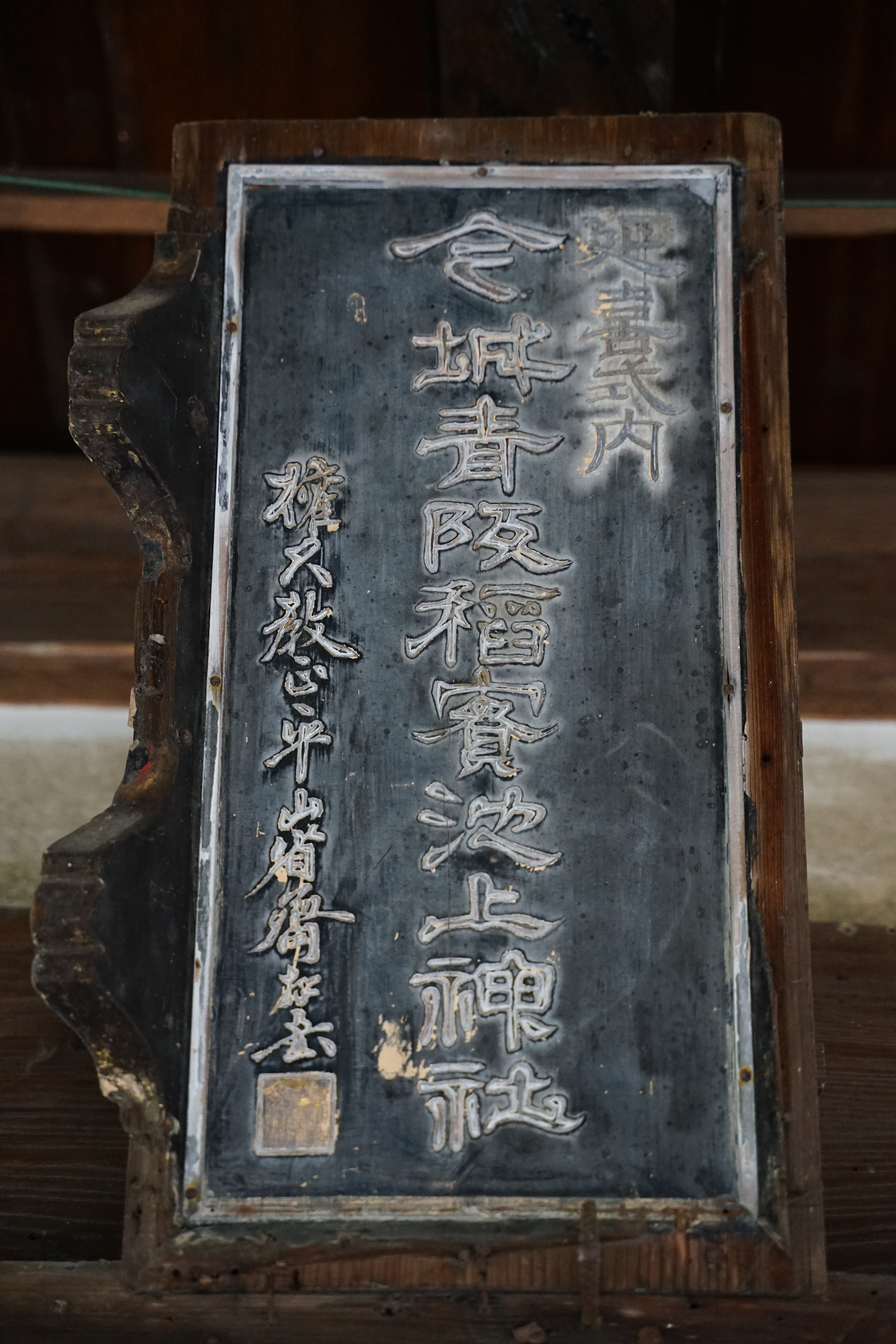
拝殿の扁額

今城青坂稲実池上神社（いまきあおさかいなみいけがみじんじゃ）は、埼玉県児玉郡神川町関口の利根川支流の神流川沿いにある神社。祭神は淤迦美神、豊受毘賣命、罔象女神、埴安姫命、豊受姫命の4柱。武蔵国賀美郡の延喜式内「今城青八坂稲実池上神社」の論社、旧社格は村社。

## 由緒
神亀元年（724年）に、武蔵七党の丹党の安保氏の祖が大和国丹生川上神社を勧請、社名「丹生社」をとした。
天正5年（1577年）3月には、阿保村字関口が阿保村から分村し、関口村とした。その際に、当社は六所社（現在の阿保神社）の裏当たりから関口村字池上に遷座し、関口村の鎮守とした。
「関口」の起源は、安保領13村の安保用水の堰口にあたることからと伝えられている。
明治時代には、社名を「丹生明神社」から「今城青八坂稲実池上神社」へ変更した。
社格
- 明治5年（1872年） - 村社

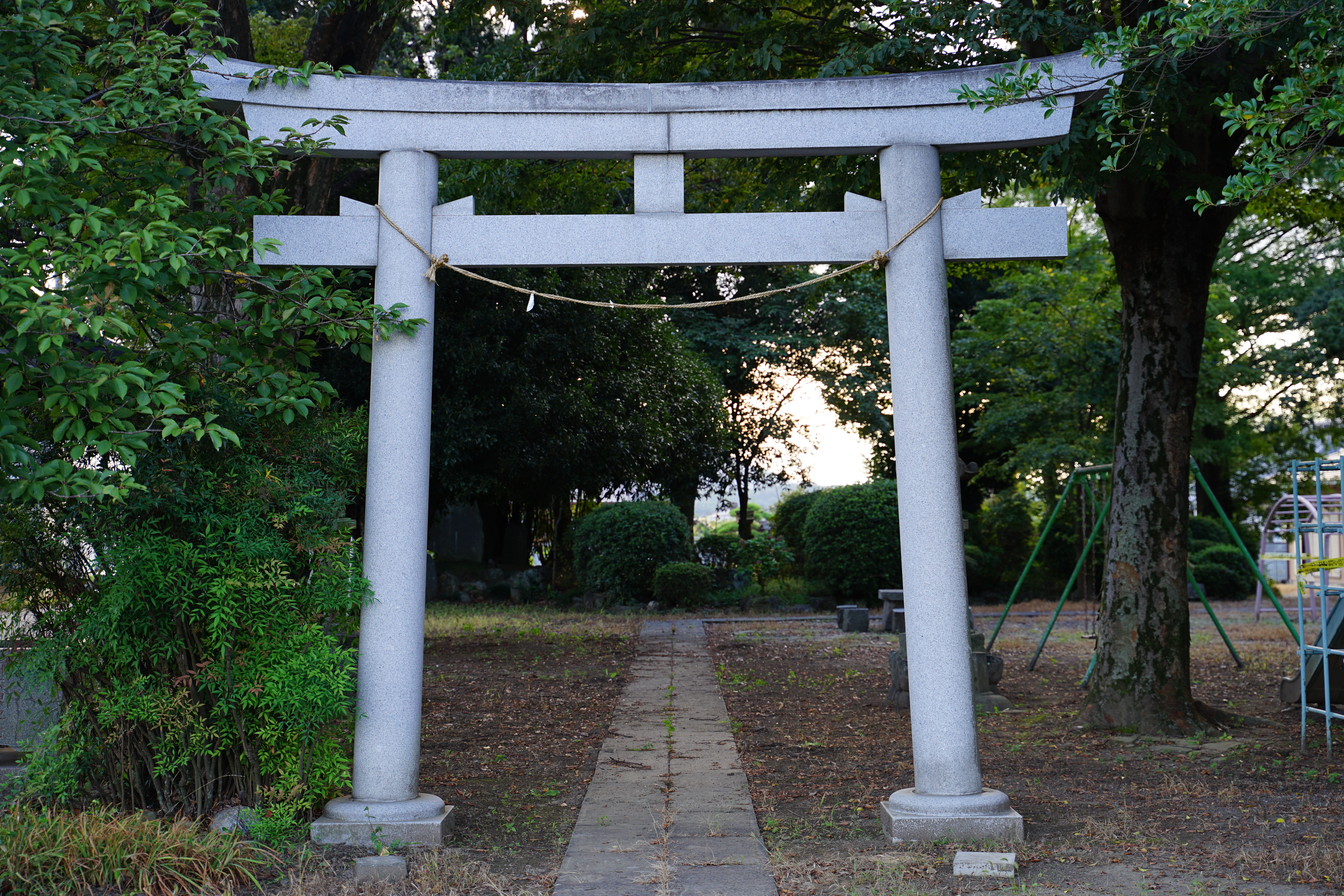
鳥居
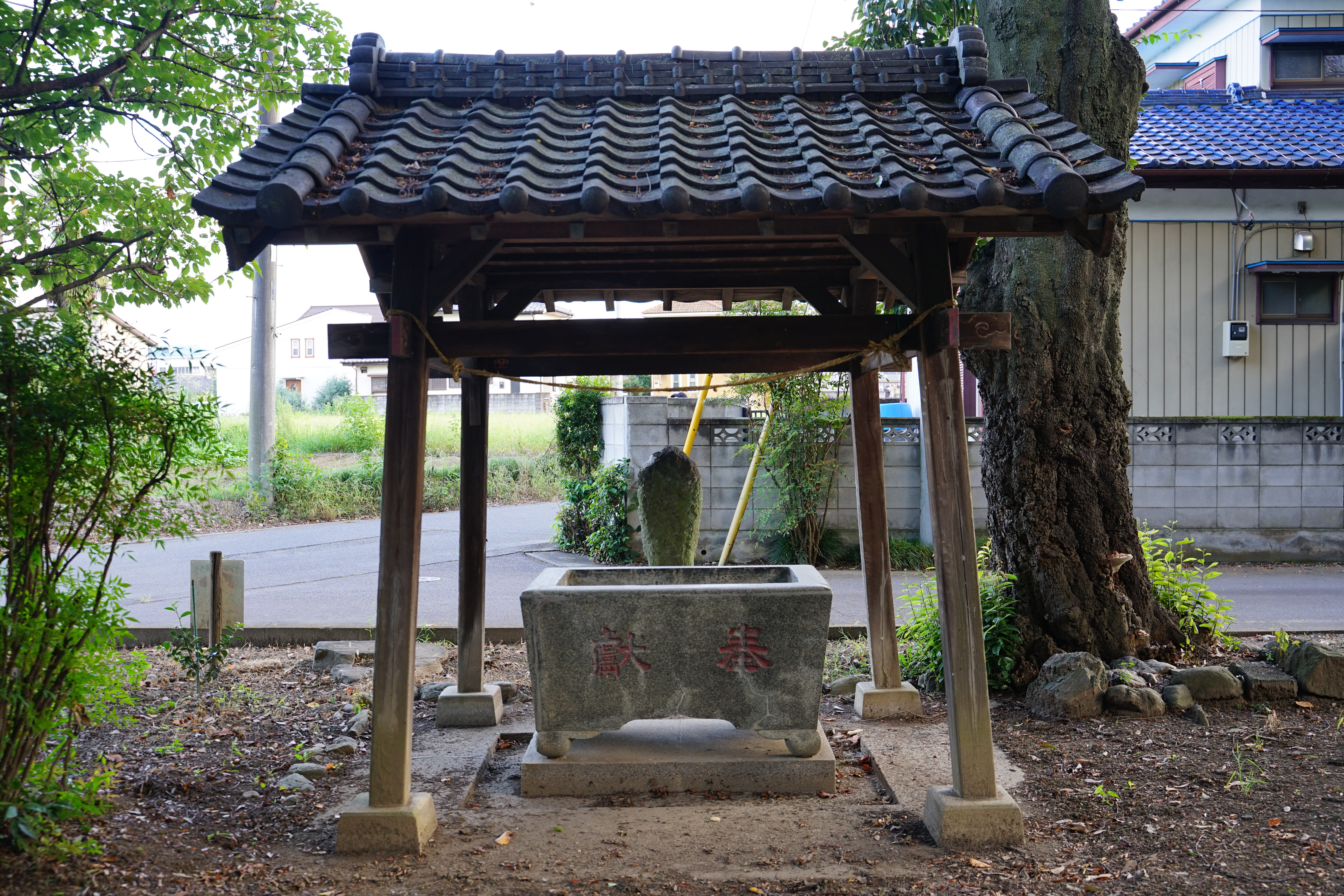
手水舎

## 祭神[2]
- 淤迦美神（おかみのかみ）
- 豊受毘賣命（とようけびめのみこと）
- 罔象女神（みつはのめのかみ）
- 埴安姫命（はにやすひめのみこと）

## 境内社
左側5社の石祠群

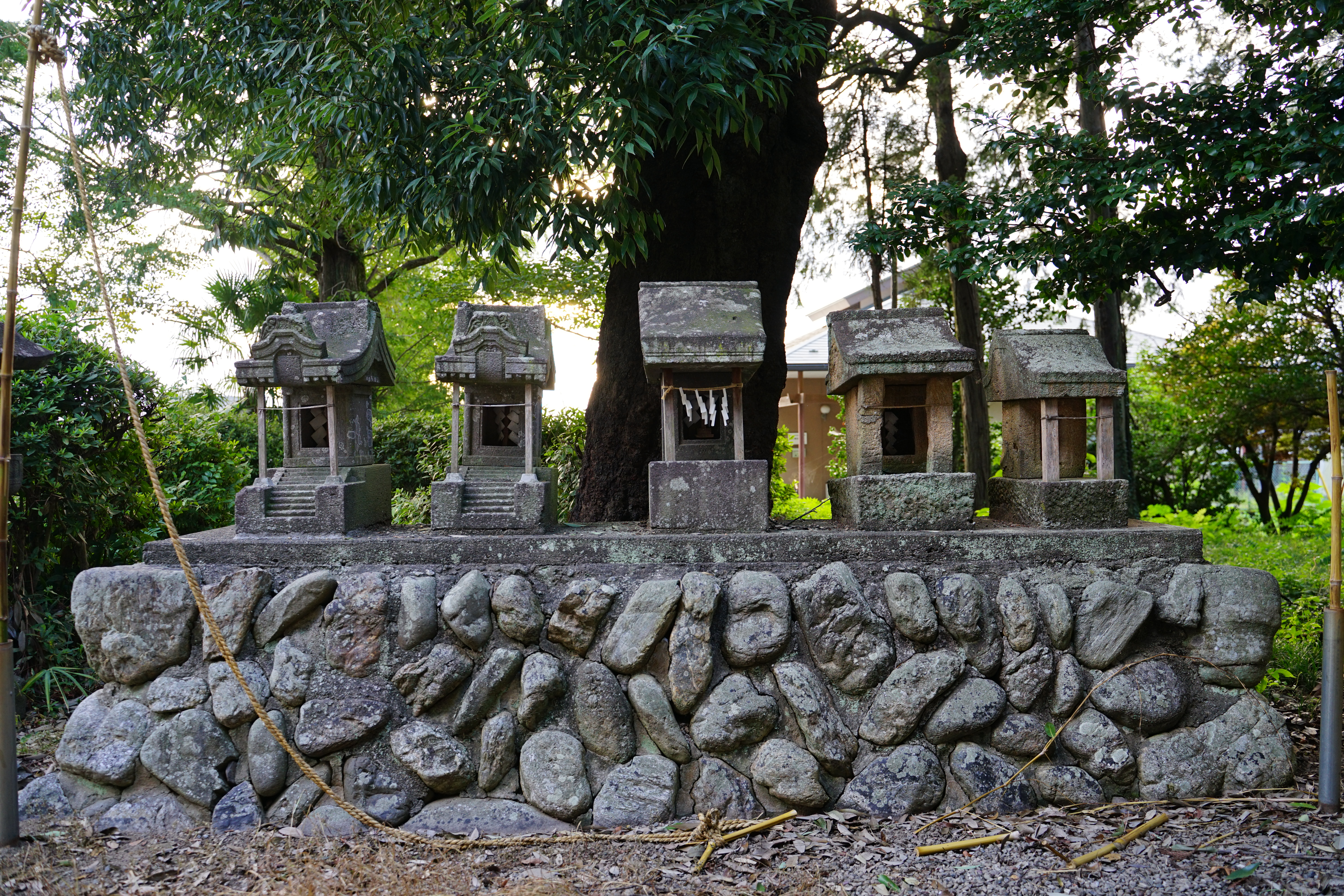
蚕影社、愛宕社、諏訪社、八坂社
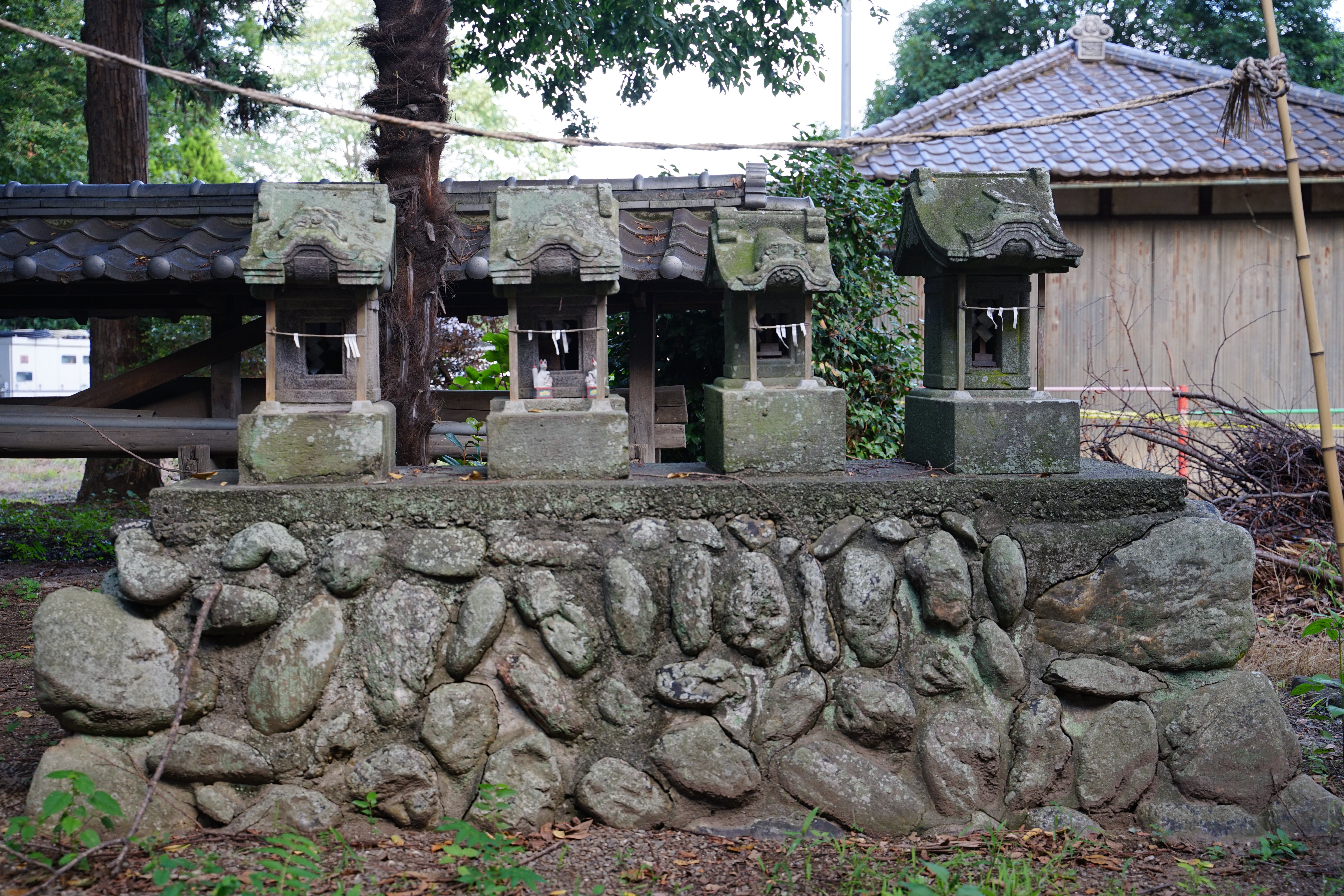
疱瘡社・稲荷社・八幡宮、天満宮

右側4社の石祠群
- 疱瘡社、稲荷社、八幡宮、天満宮

- 蚕影社、愛宕社、諏訪社、八坂社
- 疱瘡社・稲荷社・八幡宮、天満宮

## 行事[2]
- 新年祭（1月2日）
- 春祭り（3月19日）
- 蚕影祭（4月23日）
- お精進（7月24日）
- 秋祭り（10月19日）
- 新嘗祭（12月10日）

## 交通
- JR高崎線本庄駅から朝日バス「神泉総合支所」行に乗車20分。「丹荘駅入口」下車。徒歩10分。
- JR八高線丹荘駅から徒歩11分（850m）